# Lionello Fiumi

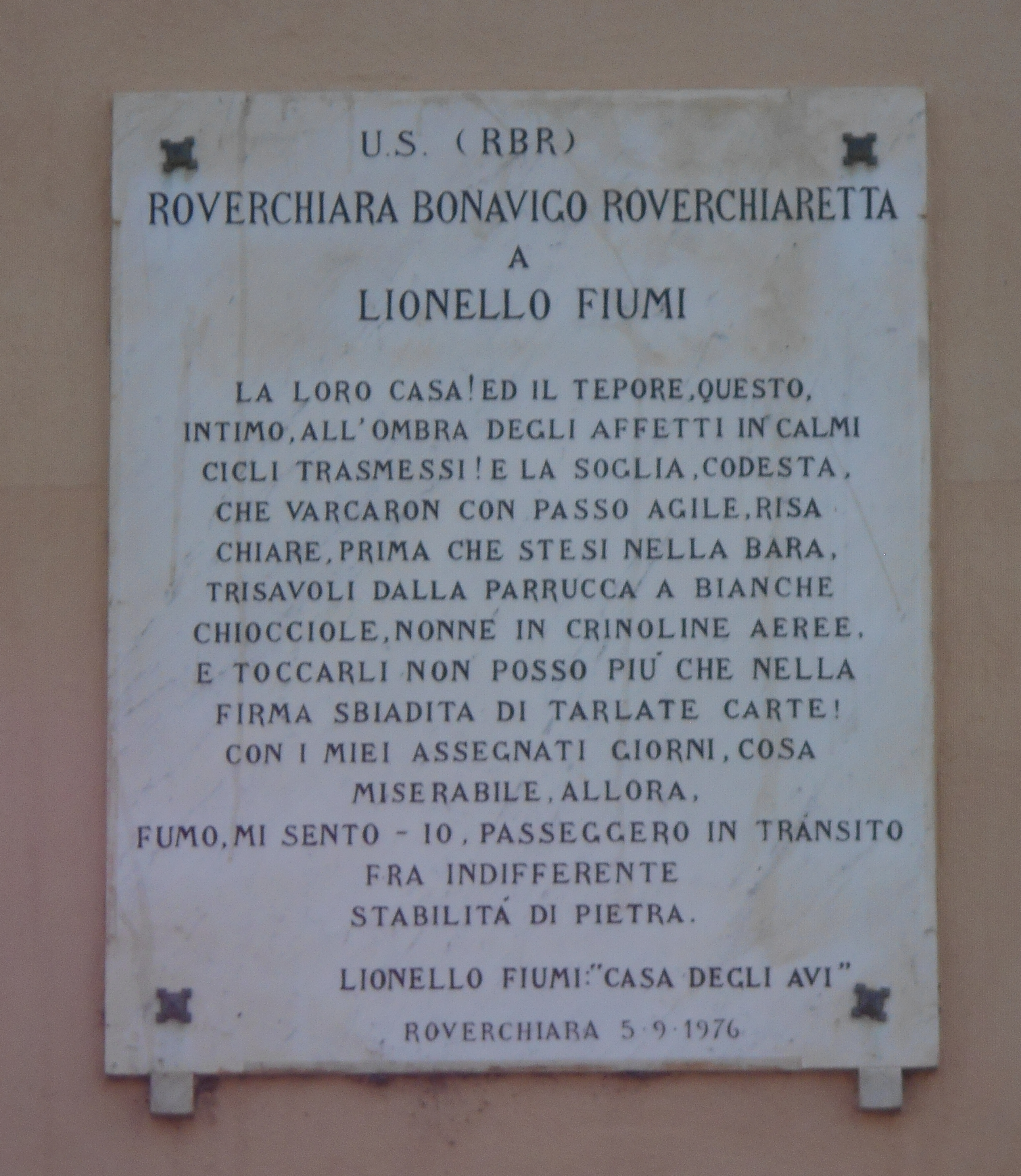
a Lionello Fiumi, Roverchiara

Lionello Fiumi (Rovereto, 12 aprile 1894 – Verona, 5 maggio 1973) è stato un poeta italiano.

## Biografia
Lionello Fiumi nasce a Rovereto il 12 aprile del 1894. Già dalla prima infanzia comincia a mostrare grande interesse per la letteratura e inizia a scrivere un romanzetto "I Robinson del Pacifico", sulla falsariga del Robinson Crusoe, cui faranno seguito "I banditi verdi" e "Gli schiavi neri". Dal 1908 si trasferisce, con la famiglia, a Verona. Sono di questo periodo le prime esercitazioni poetiche. A causa del precoce manifestarsi di un esaurimento nervoso, viene mandato per curarsi prima a Monaco di Baviera e poi sul Mar Baltico. Qui ha la possibilità di perfezionare la conoscenza della lingua tedesca ma soprattutto di entrare in contatto con la poesia moderna di tutti i paesi.
Nel 1914, rientrato in Italia, pubblica la sua prima raccolta di poesie, Polline, stampata a Milano, importante per i testi, ma soprattutto perché contiene l'appello neoliberista, divenuto poi il manifesto del movimento 'avanguardista' che ebbe per centro la rivista "La Diana". Qui Fiumi, assai lucidamente, propone nell'appello una nuova possibile terza via per la poesia in versi liberi, alternativa tanto al passatismo classicista quanto alle iperboli futuriste.
Tra il 1921 e il 1925 dirige il "Gazzettino Illustrato".
Trasferitosi a Parigi, dove vivrà fino al 1940, svolge una lunga e infaticabile opera di divulgatore della cultura italiana in Francia e all'estero, che gli vale il titolo di ambasciatore letterario dell'Italia.
Moltissimi i riconoscimenti che ottiene nel corso della sua lunga carriera di letterato: tra i maggiori il premio dell'Accademia d'Italia nel 1930 e nel 1936, e il conferimento del Grand Prix international de poésie de la Societé des poètes de France, oltre che la Légion d'honneur.
Letterato di vaglia sia come critico (dalla prima acuta monografia su Corrado Govoni agli importanti Parnaso amico e Giunta a Parnaso) che come poeta, fu anche traduttore e prosatore. Le importanti antologie della poesia e della narrativa italiana pubblicate di Francia rispettivamente nel 1928 e nel 1933 e l'attività legata alla rivista bilingue "Dante" fanno di Fiumi colui che, come pochi altri durante il Ventennio e oltre, operò per sprovincializzare le nostre lettere e per far conoscere i nostri migliori autori del Novecento. Importante anche la sua attività di traduttore dal francese (tra gli altri: Supervielle e Valéry) e l'ampia attività giornalistica.

## Opere

### Poesia
- Polline, Milano, Studio editoriale Lombardo, 1914 (e seconda edizione 1919);
- Mùssole, Ferrara, Taddei, 1920;
- Tutto cuore, Milano, Alpes, 1925;
- Sopravvivenze, Milano, Alpes, 1931 (traduzione francese di P. de Nolhac, E. Bestaux, H. Marchand, A. Mortier, Paris 1931, e in seconda edizione con nuove trad. e prefaz. di E. Bestaux, 1935);
- Poesie scelte, Milano, La Prora, 1934;
- Stagione colma, Milano, S.T.E.L.I., 1943;
- Poèmes choisis, Bruxelles-Paris 1950;
- Sul cuore, l'ombra, Firenze 1953;
- Poesie scelte, Venezia, Vianelli, 1956
- Ghirlanda per Marta, Napoli, Marra, 1957;
- E la vita si ostina, Bergamo, Misura, 1961;
- 30 poesie, Verona, Fiorini, 1962;
- Choix de poèmes, a cura di R. Clérici, Paris 1962;
- Poesie scelte (1912-1961), Milano, Ceschina, 1963;
- Poesie dell'Eden, Verona, Renzo Sommaruga, 1967;
- Liriche scelte, Verona, Fiorini, 1971;
- 49 poesie, a cura di G. Rossino, Modica, SETIM,  1972;
- Undici poesie e un racconto, a cura di Giulio Galetto, Verona, 1994;
- Poesie. Antologia, a cura di Gian Paolo Marchi, Trento, ed. UCT, 2000;
- L'intera opera poetica è raccolta in: Opere poetiche, a cura di Beatrice Fiumi Magnani e Gian Paolo Marchi, Verona, Comune di Verona, 1994.
- PESCI ROSSI, che parla di pesci rossi rinchiusi in una vetrina che guardano gli uomini intorno.

### Narrativa, prosa lirica e di viaggio
- Occhi in giro, Catania, Studio editoriale moderno, 1923;
- Un'Olanda fra due orari e ritorno via Bruges, con trad. olandese di C. Simons, Amsterdam, Boek en Kunsthandel - Dante Alighieri, 1929;
- Immagini delle Antille, Roma, Augustea, 1937;
- Images des Antilles, Paris, Les Editions des Presses Modernes, 1937;
- Ex-voto antillais en vingt-six langues, Paris 1939;
- Frutti del vivere, Bergamo, Misura, 1949;
- Ma uno ama ancora, (romanzo), Milano, Ceschina, 1951;
- Li ho veduti così, (ritratti), Verona, ed. di Vita Veronese, 1952;
- I dialoghi di Lanzo, Bergamo, Misura, 1957;
- Li ho veduti a Parigi, (ritratti e prose liriche) Milano, ed. Ghelfi,  1960;
- La bottiglia sotto il sole di mezzanotte (Viaggio in Lapponia), Milano, Ceschina, 1965;
- Tradimento col fantasma, Modica, Setim ed., 1971;
- Ancora di Parigi, Verona, Ghelfi ed. 1972;
- Prose scelte, a cura di Gian Paolo Marchi e di Agostino Contò, Verona, Comune di Verona, 2014 (ripropone i testi integrali di Li ho veduti così, Li ho veduti a Parigi, Ancora di Parigi, Parnaso amico).

### Prose critiche, antologie
- Corrado Govoni, Ferrara, Taddei, 1919 (ma 1918);
- Anthologie de la poésie italienne contemporaine, in collaborazione con A.H. Enneux, Paris, Les Ecrivains Reunis, 1928;
- Littérature italienne, in collaborazione con H. Buriot-Darsiles, Narbonne 1929;
- La cultura italiana en Francia, trad. di E. Marchese, Buenos Aires 1929;
- Anthologie des narrateurs italiens contemporains, in collaborazione con E. Bestaux, Paris 1931;
- Études italiennes: Guido Gozzano, trad. di H. Martin Leroux, ibid. 1934;
- Supervielle, il poeta della relatività, Roma 1934;
- Poesia italiana contemporanea: Auro d'Alba, Paris 1934;
- Un grande amico dell'Italia: Pierre de Nolhac, Roma 1934;
- Poeti giapponesi d'oggi, in collaborazione con Kuni Matsuo, Milano, Carabba, 1935;
- Fortuna del Pascoli in Francia, Adria 1935;
- Annunzio Cervi, il poeta morto sul Grappa, Fiume 1939;
- Italianismo e italianisti in Belgio, Roma 1939;
- Poeti belgi d'oggi, Asti 1939;
- Parnaso amico, Genova, Emiliano degli Orfini, 1942;
- Vite appassionate e avventurose, Osimo 1943;
- Berto Barbarani, Venezia 1950;
- Giunta a Parnaso, Bergamo, ed. La nuova Italia Letteraria, 1954;
- Yves Gandon, romanziere e critico, Milano 1954;
- Pellico, coqueluche de Stendhal, Grenoble 1955;
- L'Italia e Verona nelle lettere del gaio presidente de Brosses, Verona 1955;
- Stendhal e una sua ingiustizia verso il Pindemonte, Verona, 1956;
- A hora de Cascella, Porto 1956;
- Chesini. La vita e l'opera, Verona 1961;
- Il pittore Guido Codagnone, ibid. 1962.